# Eupithecia nigerrima
Eupithecia nigerrima är en fjärilsart som beskrevs av Karl Dietze 1913. Eupithecia nigerrima ingår i släktet Eupithecia och familjen mätare. Inga underarter finns listade i Catalogue of Life.